# Wereldbeker mountainbike 1995
De Wereldbeker mountainbike 1995 was de vijfde editie van deze internationale wedstrijdcyclus voor mountainbikers. Er werd gestreden in twee disciplines: cross-country (XC) en downhill (DH).

## Cross Country

### Overzicht
| №   | Datum | Locatie                         | Winnaar             | Winnares     |
| --- | ----- | ------------------------------- | ------------------- | ------------ |
| #1  | 09/04 | Cairns, Australië               | Rune Høydahl        | Juli Furtado |
| #2  | 23/04 | Madrid, Spanje                  | Rune Høydahl        | Juli Furtado |
| #3  | 30/04 | Houffalize, België              | Rune Høydahl        | Paola Pezzo  |
| #4  | 07/05 | Boedapest, Hongarije            | Jan Erik Østergaard | Paola Pezzo  |
| #5  | 11/06 | Vail, Verenigde Staten          | Thomas Frischknecht | Juli Furtado |
| #6  | 18/06 | Mount Snow, Verenigde Staten    | Rune Høydahl        | Juli Furtado |
| #7  | 25/06 | Mont-Sainte-Anne, Canada        | Rune Høydahl        | Juli Furtado |
| #8  | 08/07 | Mammoth Lakes, Verenigde Staten | Thomas Frischknecht | Juli Furtado |
| #9  | 03/09 | Plymouth, Groot-Brittannië      | Jan Erik Østergaard | Alison Sydor |
| #10 | 10/09 | Rome, Italië                    | Luca Bramati        | Silvia Fürst |

### Eindklassementen
| Mannen Elite |                     |       |        |
| Plaats       | Naam                | Ploeg | Punten |
| Goud         | Thomas Frischknecht |       |        |
| Zilver       | Rune Høydahl        |       |        |
| Brons        | Jan Erik Østergaard |       |        |

| Vrouwen Elite |              |       |        |
| Plaats        | Naam         | Ploeg | Punten |
| Goud          | Juli Furtado |       |        |
| Zilver        | Alison Sydor |       |        |
| Brons         | Paola Pezzo  |       |        |

## Downhill

### Overzicht
| №  | Datum | Locatie                      | Winnaar          | Winnares        |
| -- | ----- | ---------------------------- | ---------------- | --------------- |
| #1 | 21/05 | Cap-d'Ail, Frankrijk         | Nicolas Vouilloz | Missy Giove     |
| #2 | 28/05 | Åre, Zweden                  | Bruno Zanchi     | Missy Giove     |
| #3 | 17/06 | Mount Snow, Verenigde Staten | Todd Tanner      | Kim Sonier      |
| #4 | 24/06 | Mont-Sainte-Anne, Canada     | Franck Roman     | Nolvenn Le Caër |
| #5 | 16/07 | Big Bear, Verenigde Staten   | Mike King        | Elke Brutsaert  |
| #6 | 13/08 | Kaprun, Oostenrijk           | Myles Rockwell   | Regina Stiefl   |

### Eindklassementen
| Mannen Elite |                  |       |        |
| Plaats       | Naam             | Ploeg | Punten |
| Goud         | Nicolas Vouilloz |       |        |
| Zilver       | Mike King        |       |        |
| Brons        | Myles Rockwell   |       |        |

| Vrouwen Elite |                  |       |        |
| Plaats        | Naam             | Ploeg | Punten |
| Goud          | Regina Stiefl    |       |        |
| Zilver        | Giovanna Bonazzi |       |        |
| Brons         | Kim Sonier       |       |        |